# Individuele Pensioentoezegging
| Type          | Onderverdeling                                                                              | Niveau      |
| ------------- | ------------------------------------------------------------------------------------------- | ----------- |
| Eerste pijler | Wettelijk pensioen (RSZ) Ambtenarenpensioen Gezinspensioen Overlevingspensioen Rustpensioen | Overheid    |
| Tweede pijler | Groepsverzekering Pensioenfonds                                                             | Collectief  |
| Tweede pijler | IPT (bedrijfsleiders) POZ (zelfstandigen) VAPZ (zelfstandigen) VAPW (werknemers)            | Individueel |
| Derde pijler  | Pensioensparen Langetermijnsparen                                                           | Individueel |
| Vierde pijler | Individueel sparen Beleggingen Levensverzekering Onroerend goed                             | Individueel |

Een Individuele Pensioentoezegging of IPT is een Belgische pensioensvoorziening in de tweede pijler, gefinancierd door de werkgever. In tegenstelling tot een groepsverzekering kan een IPT op hoofde van één persoon worden afgesloten, vandaar de naam. Voor de rest zijn er weinig verschillen.

## Fiscaal
Een IPT wordt betaald door de werkgever. Er is bijgevolg een premietaks van 4,4% verschuldigd op elke premiestorting.
De premie is voor 100% aftrekbaar voor de werkgever, mits de 80%-regel niet geschonden wordt. Dit wil zeggen dat het totaal van pensioen uit de eerste en tweede pijler niet de 80% van de normale laatste bezoldiging overschrijdt.
Bij uitkering wordt er van het kapitaal 3,55% RIZIV-bijdrage afgehouden en 0 tot 2% solidariteitsbijdrage. Daarna wordt het gewaarborgd kapitaal (kapitaalstortingen plus gegarandeerd rendement) belast tussen de 10% en de 22%, afhankelijk van op welke leeftijd men stopt met werken, vermeerderd met de gemeentebelastingen.

## Verzekering
Een IPT is een levensverzekering, waarbij men deze slechts kan opvragen vanaf 60 jaar, tenzij bij overlijden. Oorspronkelijk was dit vooral een Tak21 product, waarbij er een gewaarborgde rente was en een niet-gewaarborgde winstdeelname. Er is een verschuiving gekomen van producten met een hoge basisrente naar producten met een gegarandeerd rendement van 0%, maar met hogere winstdeelname met een totaal hoger rendement. Tegenwoordig bieden diverse aanbieders ook een IPT aan met een Tak23 luik. Hier worden meestal de winstdeelnames in een fonds gestoken in de hoop op een hoger rendement via aandelen en obligaties.
Een IPT is onderworpen aan tal van kosten, die niet altijd even transparant worden weergegeven door de verzekeraar. Deze zijn o.a.:
- Instapkosten: gaande van 0% tot 7% van het gestorte bedrag
- Uitstapkosten: bij uitkeringsgerechtigde leeftijd zijn deze meestal 0%
- Afkoopkosten: bij vervroegde opvraging kan dit oplopen tot 5% van het bedrag (bv. bij overstap naar een ander contract van de concurrentie)
- Beheerskosten: vaak een percentage van de opgebouwde reserve, soms ook een vast bedrag.
- Fractioneringskosten: bij meerdere premiebetalingen per jaar wordt soms een meerprijs aangerekend i.p.v. een eenmalige storting.
- Overstapkosten: wanneer bv. een deel van de winstdeelnames van tak21 naar tak23 worden verplaatst. Meestal is dit de eerste keer van een kalenderjaar gratis.

Er kunnen tal van bijkomende dekkingen worden afgesloten, bv. een overlijdensdekking.

## Voorschot
Bij diverse contracten kunnen een deel van de gestorte reserve opgevraagd worden voor de uitkeringsgerechtigde leeftijd om er in de EER vastgoed mee te verwerven of te renoveren. Bij het verkopen van dit vastgoed moet het voorschot terug gestort worden.

## Verschil met VAPZ
Feitelijk is een IPT een gelijkaardig product als een VAPZ. Vaak worden door aanbieders dezelfde producten verkocht, maar afhankelijk van het fiscaal jasje als IPT of VAPZ (vaak zelfs als gewone levensverzekering, dus zonder fiscaal stelsel).
|                   | IPT | VAPZ |
| ----------------- | --- | --- |
| Begunstigde       | bedrijfsleiders van een vennootschap werknemers                                                                            | Alle zelfstandigen geconventioneerde zorgverstrekkers                                                       |
| Belastingvoordeel | Aftrekbaar in vennootschapsbelasting                                                                                       | Aftrekbaar in personenbelasting Vermindering bij sociale bijdragen                                          |
| Premiegrens       | 80% regel | 8,17% van inkomen met max €3017,73 voor een gewoon VAPZ 9,4% van inkomen met max €3472,05 voor sociaal VAPZ |
| Premietaks        | 4,4% | geen |
| Eindbelasting     | 3,55% RIZIV bijdrage 0% tot 2% solidariteitsbijdrage tussen 10% en 22% op het overblijvende kapitaal + gemeentebelastingen | 3,55% RIZIV bijdrage fictieve rente in personenbelasting                                                    |